# Blossom Elfman
Blossom Elfmann, született Clare Bernstein (1925. november 4. – 2017. április 10.) amerikai írónő.

## Művei
- The Girls of Huntington House (1972)
- A House for Jonnie O. (1977)
- The Sister Act (1979)
- The Butterfly Girl (1980)
- Return of Whistler (1982)
- I Think I'm Having a Baby (1982)
- The Strawberry Fields of Heaven (1983)
- The Haunted Heart (1987)
- Love Me Deadly (1989)
- Tell Me No Lies (Mike and Ally Mystery, No 2) (1989)
- The Ghost-Sitter (Mike and Ally Mystery, No 3) (1990)
- The Curse of the Dancing Doll (Mike and Ally Mystery) (1991)
- The Case of the Pederast's Wife (2005)[2]

Forgatókönyvek
- The Girls of Huntington House (1973)
- CBS Afternoon Playhouse: I think I'm Having a Baby (1981)

## Díjai
- ALA Best Book for Young Adults Award (1972, a The Girls of Huntington House könyvért)
- ALA Best Book for Young Adults Award (1977, az A House for Jonnie O. könyvért)
- Daytime Emmy-díj (a CBS Afternoon Playhouse: I think I'm Having a Baby forgatókönyéért)

## Családja
Férje Milton Elfman (1915–2001) általános iskolai tanár volt. Két fiuk született: Richard Elfman író, rendező és Danny Elfman zenész, zeneszerző.